# K-77
Die K-77, auch B-77, war ein U-Boot der sowjetischen und später der russischen Marine und gehörte dem Projekt 651 an. Nach ihrer aktiven Zeit war die K-77 eine Bar in Finnland und später Touristenattraktion in Florida und dann Rhode Island. Im April 2007 sank das Boot in einem Sturm an der Kaimauer.

## Geschichte

### Militärgeschichte
Das Boot wurde am 31. Januar 1963 in Gorki auf Kiel gelegt und lief am 11. März 1965 vom Stapel. Am 31. Oktober des Jahres erfolgte die Indienststellung. Über die Einsatzgeschichte des Bootes ist wenig bekannt, vermutlich fuhr es hauptsächlich im Mittelmeer, vor Westafrika und zu einer Gelegenheit nahe den amerikanischen Jungferninseln in der Karibik. K-77 wurde zwischen 1991 und 1994 außer Dienst gestellt.

### Touristenattraktion
Daraufhin wurde es vom finnischen Geschäftsmann Jari Komulainen gekauft und 1994 als Bar und Restaurant in Helsinki verwendet. Da das Boot nicht so viel abwarf wie von Komulainen erhofft, vermietete er K-77 an einen kanadischen Geschäftsmann, der es nach Tampa Bay in Florida schleppen ließ. Er wollte es im Hafen von Saint Petersburg der Öffentlichkeit zugänglich machen. Da der angedachte Standort im Hafen jedoch nicht tief genug war, musste das Boot außerhalb der Stadt und weiter entfernt von den Touristenzentren festgemacht werden. Kurz darauf ging der Investor bankrott.
Komulainen versuchte daraufhin zwei Mal, das U-Boot für eine Million US-Dollar Startpreis bei eBay zu verkaufen, es gab jedoch keine Interessenten. Allerdings mieteten die Produzenten des Films K-19 – Showdown in der Tiefe das Boot zeitweise für 200.000 US-Dollar, um dort Szenen für den Film zu drehen. Dafür wurde die K-77 nach Halifax geschleppt. 2002 kaufte die USS Saratoga Museum Foundation das U-Boot und schleppe es nach Providence, Rhode Island, um es in ein Museumsschiff umzubauen. Im August 2002 öffnete die Stiftung das Boot für das Publikum, in Zukunft sollte es neben der Saratoga begehbar werden.

### Sinken

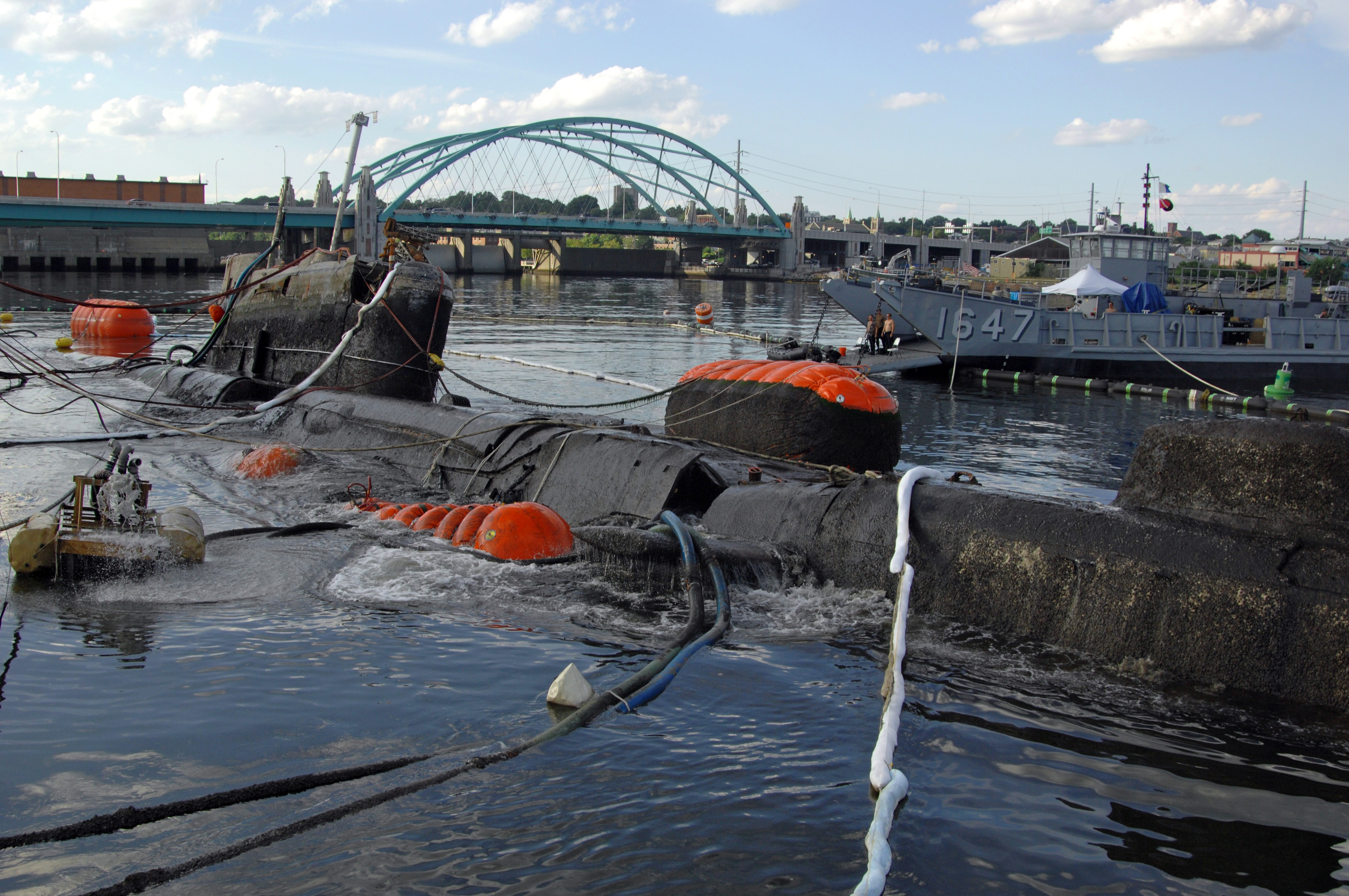
Das gehobene Wrack des U-Bootes im Jahr 2008

Während eines schweren Sturms über Rhode Island am 17. April 2007 drang Wasser durch eine in Finnland geschnittene Öffnung im Bugtorpedoraum ein, die nicht komplett wasserdicht verschlossen werden konnte. Rund 30 Stunden nach dem ersten Alarm sank das Boot an der Kaimauer in über 10 Meter tiefem Wasser.
Im Juni 2008 begannen Taucher der US Navy und der US Army mit Versuchen, das Boot durch das Einpumpen von Druckluft zu heben. Am 25. Juli 2008 konnten sie das U-Boot wieder an die Oberfläche bringen. Es ist unwahrscheinlich, dass die K-77 nach 15 Monaten unter Wasser wieder als Museum hergerichtet wird, da Museumsdirektor Frank Lennon hierfür Kosten von mindestens einer Million US-Dollar angab.